# Masurques op. 24 (Chopin)
Les Masurques op. 24 són un conjunt de quatre peces per a piano sol de Frédéric Chopin, compostes i publicades l'any 1836, quan el compositor tenia 26 anys.
- "Masurca en sol menor, op. 24, núm 1". La primera està en la tonalitat de sol menor i amb una indicació de tempo Lento. La peça aviat modula a la tonalitat relativa major (si bemoll major) i tot seguit va a parar a una tonalitat estretament relacionada: mi bemoll major.[1]
- "Masurca en do major, op. 24, núm 2". La segona masurca del conjunt està en do major i una indicació de tempo Allegro non troppo. El trio està en re bemoll major i conclou mitjançant l'ús de notes repetides, amb intervals de quintes justes.[2]
- "Masurca en la bemoll major, op. 24, núm 3".
- "Masurca en si bemoll menor, op. 24, núm 4".